# 4061-es busz
A 4061-es jelzésű autóbuszvonal Berente és Nekézseny között húzódó helyközi vonal, amelyet a Volánbusz Zrt. üzemeltet Kazincbarcika, (Sajókaza,) Dédestapolcsány és Mályinka érintésével.

## Útvonala
Berente Bányagépjavítótól indul. A mellette fekvő 26-os főútra kanyarodik, majd a BorsodChem mellett halad el és a Szent Flórián térre kitérést tesz. A legtöbb járattal ellentétben a Hadak útján súrolja a várost, melyet Bánréve irányába hagy el. Első település Sajóivánka, a domboldalban elhelyezkedő, belterületi részét azonban kevés indítás érinti. Útja során minden megállót érint, a vonal 8. kilométerén Vadnára érkezik, utoljára itt van közös megállója a Putnok felé tartó vonalakkal. Balra kanyarodik Nagybarca irányába, majd a szomszédos Bánhorváti következik. A Lázbérci-víztározó bejárati útját követően a 2506-os mellékúton Dédestapolcsányba érkezik, egy munkanapokon közlekedőn kívül mindegyik Mályinkát is érinti, némelyek a községben végállomásoznak. A Tó utcai fordulótól számított 4 perccel később Nekézseny területén tartózkodik, a falu fordulójánál van a vonal vége.
Ellentétes irányban egyetlen szabadnapi indítás kitérést tesz Sajókazára, csak Sólyombányán fordul. Ezen kívül útvonala változatlan.

## Közlekedése
Indításszáma átlagos, a munkásjáratok általában teljes vonalon szállítják utasaikat. Szólók lelhetőek fel az akár majdnem 50 kilométeres távon. Nagyjából azonos úton húzódik a 4058-as és 4059-es vonal is.
| Viszonylat                                               | Indításszám     | Közlekedési rend     |
| -------------------------------------------------------- | --------------- | -------------------- |
| Berente, Bányagépjavító üzem – Nekézseny, aut. ford.     | 2 oda, 1 vissza | munkanapokon         |
| Berente, Bányagépjavító üzem – Nekézseny, aut. ford.     | 2 pár           | szabadnapokon        |
| Berente, Bányagépjavító üzem – Nekézseny, aut. ford.     | 3 pár           | munkaszüneti napokon |
| Kazincbarcika, Szent Flórián tér – Nekézseny, aut. ford. | 1 pár           | munkanapokon         |
| Kazincbarcika, Szent Flórián tér – Nekézseny, aut. ford. | 1 pár           | szabadnapokon        |
| Mályinka, tűzoltószertár ➝ Nekézseny, aut. ford.         | 1 oda           | munkanapokon         |
| Mályinka, tűzoltószertár ➝ Nekézseny, aut. ford.         | 1 oda           | szabadnapokon        |
| Mályinka, tűzoltószertár ➝ Berente, Bányagépjavító üzem  | 1 oda           | munkanapokon         |

## Megállóhelyei
| 0                                                                            | Berente, Bányagépjavító üzem végállomás                                  | 0.0 km  | 3756, 3763, 3764, 3765, 3770, 3773, 4045, 4046, 4048, 4049, 4050, 4052, 4062, 4063, 4067, 4070, 4075, 4082 |
| 1                                                                            | Berente, PVC gyár bejárati út                                            | 1.2 km  | 1369, 1384, 1410, 1411 3756, 3763, 3764, 3765, 3766, 3767, 3769, 3770, 3773, 4045, 4046, 4047, 4048, 4050, 4052, 4058, 4062, 4063, 4067, 4070, 4075, 4081, 4082                                                                                           |
| 2                                                                            | Kazincbarcika, BorsodChem IV. kapu                                       | 2.7 km  | 1369, 1384 3756, 3763, 3764, 3765, 3770, 3773, 4045, 4046, 4047, 4048, 4050, 4052, 4058, 4062, 4063, 4067, 4070, 4075, 4081, 4082 |
| 3                                                                            | Kazincbarcika, Volán-telep                                               | 3.7 km  | 3756, 3763, 3764, 3765, 3770, 3773, 4045, 4046, 4047, 4048, 4050, 4052, 4058, 4062, 4063, 4067, 4070, 4075, 4081, 4082 |
| 4                                                                            | Kazincbarcika, Szent Flórián tér autóbusz-váróterem vonalközi végállomás | 4.1 km  | 1054, 1369, 1384, 1410, 1411 3756, 3763, 3764, 3765, 3766, 3767, 3769, 3770, 3772, 3773, 4040, 4041, 4043, 4044, 4045, 4046, 4047, 4048, 4050, 4052, 4058, 4059, 4062, 4063, 4065, 4066, 4067, 4069, 4070, 4075, 4079, 4080, 4081, 4082, 4083, 4084, 4194 |
| 5                                                                            | Kazincbarcika, Kossuth utca 1.                                           | 5.2 km  | 4058, 4062, 4063, 4194 |
| 6                                                                            | Kazincbarcika, Alkotmány utca                                            | 5.8 km  | 4058, 4062, 4063, 4194 |
| 7                                                                            | Kazincbarcika, Attila utca                                               | 6.9 km  | 4058, 4062, 4063, 4194 |
| 8                                                                            | Kazincbarcika, ÉRV II. telep                                             | 7.6 km  | 1384 3770, 3773, 4057, 4058, 4059, 4060, 4062, 4063, 4065, 4066, 4067, 4069, 4153, 4194 |
| 9                                                                            | Csukástói tanya                                                          | 8.5 km  | 3773, 4057, 4058, 4059, 4060, 4062, 4063, 4065, 4066, 4067, 4069, 4153, 4194 |
| Munkanapokon 1; szabadnapokon 4; munkaszüneti napokon 5 alkalommal érintett. |                                                                          |         | |
| ∫                                                                            | Sajóivánka, autóbusz-forduló                                             | ∫       | 4062, 4065, 4066 |
| 10                                                                           | Sajókaza vasútállomás bejárati út                                        | 9.9 km  | 1054, 1369, 1384, 1410, 1411 3408, 3770, 3773, 4057, 4058, 4059, 4060, 4062, 4063, 4065, 4066, 4067, 4069, 4153, 4194 személyvonat – Sajókaza [92.] |
| Szabadnapokon 1 alkalommal érintett.                                         |                                                                          |         | |
| ∫                                                                            | Sajókaza, községháza                                                     | ∫       | 4057, 4059, 4060, 4065, 4066, 4067, 4069 |
| ∫                                                                            | Sajókaza, emlékmű                                                        | ∫       | 4057, 4059, 4060, 4065, 4066, 4067, 4069 |
| ∫                                                                            | Sajókaza, iskola                                                         | ∫       | 4057, 4059, 4060, 4066, 4067, 4069 |
| ∫                                                                            | Sajókaza, malom                                                          | ∫       | 4057, 4059, 4060, 4066, 4067, 4069 |
| ∫                                                                            | Sajókaza, Sólyombánya autóbusz-forduló                                   | ∫       | 4057, 4059, 4060, 4066, 4067, 4069 |
| ∫                                                                            | Sajókaza, malom                                                          | ∫       | 4057, 4059, 4060, 4066, 4067, 4069 |
| ∫                                                                            | Sajókaza, iskola                                                         | ∫       | 4057, 4059, 4060, 4066, 4067, 4069 |
| ∫                                                                            | Sajókaza, emlékmű                                                        | ∫       | 4057, 4059, 4060, 4065, 4066, 4067, 4069 |
| ∫                                                                            | Sajókaza, községháza                                                     | ∫       | 4057, 4059, 4060, 4065, 4066, 4067, 4069 |
| 11                                                                           | Vadna, községháza                                                        | 11.8 km | 1054, 1369, 1384, 1410, 1411 3408, 3770, 3773, 4057, 4058, 4059, 4060, 4062, 4063, 4065, 4066, 4067, 4153, 4194 személyvonat – Vadna [92.] |
| 12                                                                           | Sajómenti Vízművek 3/1. telep                                            | 13.3 km | 4058, 4059, 4060, 4153 |
| 13                                                                           | Nagybarca, tanbánya                                                      | 14.1 km | 3408, 4058, 4059, 4060, 4153 |
| 14                                                                           | Nagybarca, autóbusz-váróterem                                            | 15.5 km | 1054 3408, 4058, 4059, 4060, 4153 |
| 15                                                                           | Nagybarca, BSH telep                                                     | 16.1 km | 3408, 4058, 4059, 4060, 4153 |
| 16                                                                           | Bánhorváti, Bánfalva                                                     | 17.3 km | 3408, 4058, 4059, 4060, 4153 |
| 17                                                                           | Bánhorváti, autóbusz-váróterem                                           | 18.2 km | 1054 3408, 4058, 4059, 4060, 4153 |
| 18                                                                           | Bánhorváti, híd                                                          | 18.9 km | 1054 3408, 4058, 4059, 4060, 4153 |
| 19                                                                           | Lázbérci-víztározó bejárati út                                           | 20.7 km | 3408, 4058, 4059, 4060, 4153 |
| 20                                                                           | Dédestapolcsány, Gagarin utca                                            | 24.9 km | 1054 3408, 4058, 4059, 4060, 4153 |
| Munkanapokon 1 indítás nem érinti.                                           |                                                                          |         | |
| 21                                                                           | Dédestapolcsány, Tó utcai forduló                                        | 25.4 km | 3408, 4059, 4060, 4153, 4154, 4160, 4161, 4194 |
| 22                                                                           | Dédestapolcsány, élelmiszerbolt                                          | 26.2 km | 3408, 4058, 4059, 4060, 4153, 4154, 4160, 4161, 4194 |
| 23                                                                           | Dédestapolcsány, italbolt                                                | 26.9 km | 1054 3408, 4058, 4059, 4060, 4153, 4154, 4160, 4161, 4194 |
| 24                                                                           | Dédestapolcsány, mályinkai elágazás                                      | 27.6 km | 4058, 4059, 4060, 4153, 4154, 4160, 4161, 4194 |
| 25                                                                           | Mályinka, alsó                                                           | 29.2 km | 4058, 4059, 4060, 4153, 4160, 4161, 4194 |
| 26                                                                           | Mályinka, emlékmű                                                        | 29.5 km | 4058, 4059, 4060, 4153, 4160, 4161, 4194 |
| 27                                                                           | Mályinka, tűzoltószertár vonalközi végállomás                            | 30.1 km | 4058, 4059, 4060, 4153, 4160, 4161, 4194 |
| 28                                                                           | Mályinka, emlékmű                                                        | 30.7 km | 4058, 4059, 4060, 4153, 4160, 4161, 4194 |
| 29                                                                           | Mályinka, alsó                                                           | 31.0 km | 4058, 4059, 4060, 4153, 4160, 4161, 4194 |
| 30                                                                           | Dédestapolcsány, mályinkai elágazás                                      | 32.6 km | 4058, 4059, 4060, 4153, 4154, 4160, 4161, 4194 |
| 31                                                                           | Dédestapolcsány, italbolt                                                | 33.3 km | 1054 3408, 4058, 4059, 4060, 4153, 4154, 4160, 4161, 4194 |
| 32                                                                           | Dédestapolcsány, élelmiszerbolt                                          | 34.0 km | 3408, 4058, 4059, 4060, 4153, 4154, 4160, 4161, 4194 |
| 33                                                                           | Dédestapolcsány, Tó utcai forduló                                        | 34.8 km | 3408, 4059, 4060, 4153, 4154, 4160, 4161, 4194 |
| 34                                                                           | Nekézseny, Arany János utca 45.                                          | 39.1 km | 4059, 4153, 4154, 4160, 4161, 4194 |
| 35                                                                           | Nekézseny, községháza                                                    | 39.6 km | 4059, 4153, 4154, 4160, 4161, 4194 |
| 36                                                                           | Nekézseny, híd                                                           | 40.0 km | 4059, 4153, 4154, 4160, 4161, 4194 |
| 37                                                                           | Nekézseny, Széchenyi utca 11.                                            | 40.4 km | 4059, 4153, 4154, 4160, 4161, 4194 |
| 38                                                                           | Nekézseny, autóbusz-forduló végállomás                                   | 40.8 km | 4059 |